# Rządowe Centrum Legislacji
Rządowe Centrum Legislacji (RCL) – państwowa jednostka organizacyjna podległa Prezesowi Rady Ministrów, zapewnia koordynację działalności legislacyjnej Rady Ministrów, Prezesa Rady Ministrów i innych organów administracji rządowej oraz obsługę prawną Rady Ministrów.
Wraz z Kancelarią Prezesa Rady Ministrów służy Prezesowi Rady Ministrów pomocą w wydawaniu Dziennika Ustaw i Monitora Polskiego. Organizuje również tzw. aplikację legislacyjną. Ma siedzibę w budynku przy ul. Kruczej 36/ul. Wspólnej 6 w Warszawie.

## Kierownictwo[3]
- Joanna Knapińska – prezes od 19 stycznia 2024[3] (p.o. prezesa od 13 grudnia 2023), sekretarz Rady Ministrów od 13 grudnia 2023
- Monika Salamończyk – wiceprezes od 15 marca 2021
- Robert Brochocki – wiceprezes od 15 lutego 2024 (p.o. wiceprezesa od 27 grudnia 2023)
- Sylwia Czernuszyn – dyrektor generalny od 15 lutego 2024

## Struktura organizacyjna[4]
- Departament Prawa Administracyjnego
- Departament Prawa Gospodarczego i Finansowego
- Departament Prawa Społecznego
- Departament Prawa Środowiska i Infrastruktury
- Departament Prawny i Kształcenia
- Departament Dzienników Urzędowych i Tekstów Jednolitych
- Departament Informatyzacji i Systemów Informacji o Prawie
- Biuro Dyrektora Generalnego

## Byli prezesi
- Krzysztof Szczucki – prezes od 1 września 2020 do listopada 2023
- Maciej Berek – prezes od 10 grudnia 2007 do 18 listopada 2015 oraz sekretarz Rady Ministrów od 11 stycznia 2008 do 18 listopada 2015
- Jolanta Rusiniak – prezes od 15 listopada 2005 do 10 grudnia 2007 i od 16 grudnia 2015 do 31 sierpnia 2020 oraz sekretarz Rady Ministrów od 15 listopada 2005 do 10 stycznia 2008 i od 19 listopada 2015 do 4 czerwca 2019
- Aleksander Proksa – prezes od 2000 do 2005 oraz sekretarz Rady Ministrów od 1997 do 2005

## Budżet, zatrudnienie i wynagrodzenia
Wydatki i dochody Rządowego Centrum Legislacji są realizowane w części 75 budżetu państwa. Główne źródło dochodów Centrum stanowią opłaty za uczestnictwo w aplikacji legislacyjnej.
W 2017 wydatki RCL wyniosły 26,18 mln zł, a dochody 0,58 mln zł. Przeciętne zatrudnienie w przeliczeniu na pełne etaty wyniosło 170 osób, a średnie miesięczne wynagrodzenie brutto 9395 zł.
W ustawie budżetowej na 2018 wydatki Rządowego Centrum Legislacji zaplanowano w wysokości 27,51 mln zł, a dochody 0,52 mln zł.

## Aplikacja legislacyjna
Co roku we wrześniu Rządowe Centrum Legislacji organizuje aplikację legislacyjną dla legislatorów zatrudnionych w urzędach i instytucjach państwowych.